# Arkovo-Béreg
Arkovo-Béreg (en rus: Арково-Берег) és un poble de l'óblast de Sakhalín, a l'Extrem Orient de Rússia, que el 2013 tenia 120 habitants. Pertany al districte de Aleksàndrovsk-Sakhalinski.